# Konačna odluka
Konačna odluka (eng. Executive Decision), američki akcijski film Stuarta Bairda iz 1996. godine s Kurtom Russellom, Stevenom Seagalom i Halle Berry u glavnim ulogama.

## Radnja
Teroristi preuzmu kontrolu nad prekooceanskim letom Boeing 747 od Atene do Washingtona kako bi imali čime pregovarati dok traže oslobođenje svog zatvorenog vođe, El Sayed Jaffe (Andreas Katsulas). Međutim, obavještajni stručnjak dr. David Grant (Kurt Russell) sumnja da teroristi zapravo žele s avionom, u kojem je smještena bomba s nervnim plinom, izvršiti napad na američko tlo te uvjerava vojsku kako se ni pod koju cijenu ne smije dozvoliti ulazak aviona u američki zračni prostor.
Pentagon šalje tim specijalaca kojima je cilj ući u Boeing 747 za vrijeme leta i onesposobiti teroriste. No, plan je odmah pri početku izvođenja doveden u pitanje, jer je prilikom prebacivanja specijalaca poginuo njihov zapovjednik, pukovnik Austin Travis (Steven Seagal), a jedan je vojnik ozlijeđen.
Bez zapovjednika, bez komunikacijske veze i s tek polovicom opreme, tim mora pronaći način kako pronaći i deaktivirati bombu i osloboditi putnike. Istovremeno, Pentagon je u dvojbi jesu li se komandosi uspjeli ukrcati u zrakoplov te im jedina opcija ostaje rušenje aviona prije ulaska u američki zračni prostor.
Suočen s nedovoljno vremena, Grant uspjeva uspostaviti kontakt sa stjuardesom Jean (Halle Berry) koja pomaže timu pronaći tzv. spavača, teroristu koji ima upravljač za daljinskoo aktiviranje bombe.

## Glavne uloge
- Kurt Russell - dr. David Grant - obavještajni stručnjak
- Steven Seagal - pukovnik Austin Travis
- Halle Berry - Jean
- John Leguizamo - satnik Rat
- Oliver Platt - Dennis Cahill
- David Suchet - Nagi Hassan
- B. D. Wong - narednik Louie
- Joe Morton - narednik 'Cappy' Matheny
- Whip Hubley - narednik Baker
- J. T. Walsh - senator Mavros
- Richard Riehle - zračni šerif George Edwards
- Andreas Katsulas - El Sayed Jaffa
- Marla Maples - stjuardesa Nancy

## Box office
- SAD (ukupna zarada): 56.569.216 USD[1]
- Međunarodna zarada: 65,400,000 USD[1]
- Ukupna svjetska zarada: 121.969.216 USD[1]

## Zanimljivosti
Unatoč tome, što je u to vrijeme bio velika akcijska zvijezda, Steven Seagal nije potpisan na uvodnoj špici, a u filmu, s obzirom na svoju tadašnju popularnost, ima relativno malu ulogu i njegov lik relativno brzo umire.